# 阿曼达·阮
阿曼达·阮  （Amanda Ngoc Nguyễn，约1991 年出生）  是越南裔美國社會企業家、民權活動家，也是非政府民權組織Rise的首席执行官和創始人。 她参與了国会一致通过的性侵犯幸存者权利法案的提议和起草工作。  Nguyen 因拍攝呼籲媒體關注亞裔美國人遭受的暴力相關影片 於2021 年 2 月 5 日在網路上竄紅，也被认为是該运动的關鍵人物 为表彰她，Nguyen於 2019 年诺贝尔和平奖獲得提名，并被评为2022 年时代女性之一。她還獲得了第 24 届年海茵茨公共政策奖，  Time 100 ，  富比士 30 Under 30， 并被外交政策評為全球 100 强思想家。 此外，Nguyen 出现在 2022 年选集《We Are Here: 30 Inspiring Asian Americans and Pacific Islanders Who Have Shaped the United States》中，作者是Naomi Hirahara ，由史密森尼学会和Running Press Kids出版。 

## 教育和职业
Nguyen 于 2013 年毕业于哈佛大学，获得文学学士学位。   
她于 2013 年在NASA实习，   并且还曾在天体物理中心工作|哈佛和史密森尼。 她曾担任美国国务院的副白宫联络员。 她于 2016 年辞去了在国务院的工作，全职在 Rise 工作。 在 NASA 期间受到导师的鼓励，她立志成为一名宇航员。     Nguyen 还是GivingTuesday的董事会成员，  。

## 激进主义
2013 年，Nguyen 在马萨诸塞州的哈佛大学就讀時遭遇性侵。   Nguyen 選擇不立即提出指控，因為他覺得自己沒有時間和資源參加有可能持續數年的判決。  在警察告诉她马萨诸塞州的强奸案有 15 年的诉讼时效后，她决定等她准备好后再提出指控。 她有性侵犯罪取證套盒，发现如果她不向执法部门报案，如果不提出延期请求，她的取證套盒将在六个月后被销毁。   她也没有得到关于如何申请延期的官方说明。  Nguyen 认为这个系统是不完整的，部分原因是延期请求会不經意地提起人们一段痛苦的经历。   Nguyen 在遇到了其他有类似故事的幸存者，得出结论认为目前的法律保护是不够的。 他舉辦了許多的宣傳活動，如她在纽约时装周期间在现代艺术博物馆举办了一场时装秀，當中模特都是性侵犯的幸存者。 

### Rise
2014 年 11 月，  Nguyen 创立了非营利组织Rise，旨在保护性侵受害人及被強暴人的公民权利。   Nguyen 在閒暇时间领导该组织 直到 2016 年 9 月与 Rise 合作的每个人都是志愿者， 该组织也透過GoFundMe筹集资金。  Nguyen 解释说，该组织被命名为 Rise 是为了“提醒我们，一小群有想法、有奉献精神的公民可以站起来改变世界”。  Nguyen 的目标是让 Rise 在美国所有 50 个州及全国范围内通过性侵犯幸存者权利法案。 她还去过日本，那里提出了类似的法案。  

### 性侵犯幸存者权利法
2015 年 7 月，  Nguyen 与新罕布什尔州参议员Jeanne Shaheen会面，讨论關於在聯邦層面上保護性侵受害人權利的立法。  Nguyen 協助起草的立法于 2016 年 2 月由 Shaheen 提交给国会。   Nguyen 与Change.org和喜剧网站Funny or Die合作，吸引人们的注意，并鼓励选民支持該立法。  Nguyen 在 Change.org 上发起了请愿，呼吁国会通过这项立法。  Funny or Die 视频和 Change.org 请愿得到了Twitter、Judd Apatow和Patricia Arquette的支持。 截至 2016 年 2 月 28 日，Change.org 请愿书在要求的 75,000 人的連署中獲得了 60,000 人連署。 到 2016 年 10 月，已有超过 100,000 个連署。 
该法案于 5 月在参议院获得通过 ，并于 9 月在众议院获得通过。 它在国会两院获得一致通过，  并于 2016 年 10 月由总统巴拉克奥巴马签署成为法律。   除其他权利外，新法律还保护在诉讼时效期间得以無限期保存强奸案证据的权利。 
2017 年 10 月 12 日，加利福尼亚州州长杰里·布朗批准了一项名为“性侵犯受害者：权利”的法案。 

### We the Future Portrait
2018 年，Shepard Fairey 为 Amplifier 的“We the Future Portrait”活动创作了阿曼达·阮 (Amanda Nguyen) 的肖像，这是一系列委托艺术作品之一，寄送到美国各地的 20,000 所中学和高中，教授有關各種基層運動的知識。 

## 奖项与荣誉
奖项及獲獎
- 2016 – 青年女性荣誉奖， Marie Claire [35]
- 2016 年 – 全球 100 强思想家，外交政策[15]
- 2017 – 2017 年女性大游行特邀嘉宾及演讲嘉宾
- 2017 –福布斯30 位 30 岁以下精英，福布斯
- 2017 年 – 40 位值得关注的女性，暴风雨[36]
- 2018 –弗雷德里克·道格拉斯200 强名单[37]
- 2019 –纳尔逊·曼德拉Changemaker 奖[38][需要較佳来源]
- 2019 – 第 24 届海茵茨公共政策奖
- 2019 –名利场全球目标，名利场[39]
- 2019 –时间100 接下来，时间[40]
- 2021 - 她被公认为 BBC 的 100 位女性之一[41]
- 2022 年 -时代年度女性，时代

## 个人生活
出生于加利福尼亚州，  Nguyen 居於华盛顿特区 